# Nosy-Boraha-Mausmaki
Der Nosy-Boraha-Mausmaki (Microcebus boraha) ist eine Primatenart aus der Gattung der Mausmakis innerhalb der Gruppe der Lemuren. Sie kommt nur auf der kleinen, an der Nordostküste Madagaskars gelegenen Insel Nosy Boraha vor. Die Mausmakipopulation auf dieser Insel wurde ursprünglich dem Simmons-Mausmaki (M. simmonsi) zugerechnet. DNA-Analysen ergaben jedoch, dass sich die Inselpopulation von der M. simmonsi-Festlandpopulation so deutlich unterscheidet, dass sie eine andere Art darstellt. Die Beschreibung der neuen Mausmakiart erschien im April 2016. Die Art wurde nach ihrer Heimatinsel benannt.

## Merkmale
Der Nosy-Boraha-Mausmaki gehört zu den größeren Mausmakiarten und erreicht eine Gesamtlänge von 28 bis 29 Zentimetern, wobei der büschelige, dicht behaarte Schwanz 14 bis 15 Zentimeter lang wird. Die Hinterfüße sind mit 3,4 bis 3,6 cm auffallend lang, die Ohren mit 19 bis 20 mm eher klein. Auf der Rückenseite ist das Fell des Nosy-Boraha-Mausmakis rötlich, auf dem Rücken findet sich ein nur undeutlich sichtbarer Mittelstreifen. Das Bauchfell ist beige mit einem leichten Rotton. Der Holotyp hat ein Gewicht von 56,5 g. Sein Schädel ist 3,5 cm lang, 2,2 cm breit (von Jochbein zu Jochbein) und 1,4 cm hoch. Die Schneidezähne haben eine Höhe von 2,00 mm, die Backenzähne sind 2,1 mm lang.
Über die Lebensweise dieser neuentdeckten Art ist noch sehr wenig bekannt. Wie alle Mausmakis dürfte sie nachtaktiv sein und sich vorwiegend auf den Bäumen aufhalten. Mausmakis sind generell Allesfresser, die sich vorwiegend von Früchten und Insekten ernähren.